# Remember (film, 2015)
Pour les articles homonymes, voir Remember.
Pour les articles homonymes, voir Souviens-toi.
Pour plus de détails, voir Fiche technique et Distribution.
Remember (au Québec et au Nouveau-Brunswick : Souviens-toi), est un thriller germano-canadien réalisé par Atom Egoyan, sorti en 2015.
Le film est présenté en sélection officielle à la Mostra de Venise 2015.

## Synopsis
Dans une maison de retraite aux États-Unis, Zev, un homme de 90 ans qui souffre de démence sénile, se réveille en appelant sa femme, Ruth. Il apprend alors à nouveau qu'elle est morte quelques jours avant. Un autre pensionnaire de la maison, Max, lui rappelle sa promesse : après la mort de Ruth, retrouver l'ancien nazi qui a assassiné leurs familles à Auschwitz ; nommé Otto Wallisch, il a pris la fausse identité de Rudi Kurlander. Max, qui est en fauteuil roulant, et Zev sont les deux derniers rescapés à pouvoir le reconnaître.
Zev s'échappe alors, avec une lettre d'instructions de Max, et voyage pour réaliser sa promesse de vengeance. Mais sa mémoire défaillante lui complique la tâche.

## Fiche technique
- Titre original : Remember
- Titre québécois : Souviens-toi
- Réalisation : Atom Egoyan
- Scénario : Benjamin August (en)
- Montage : Christopher Donaldson
- Photographie : Paul Sarossy
- Musique : Mychael Danna
- Direction artistique : Matthew Davies et Rory Cheyne
- Costumes : Debra Hanson
- Pays d'origine :  Canada /  Allemagne
- Format : Couleurs - Digital-Haute Définition - 1,85:1 - Dolby
- Genre : Film dramatique, thriller
- Durée : 94 minutes
- Date de sortie :
  -  Italie : 10 septembre 2015 (Première mondiale à la Mostra de Venise 2015)
  -  Canada : 12 septembre 2015 (Festival international du film de Toronto)
  -  Canada : 23 octobre 2015 (en salles)
  -  France : 23 mars 2016

## Distribution
- Christopher Plummer : Zev Guttman
- Martin Landau : Max Rosenbaum
- Dean Norris : John Kurlander
- Bruno Ganz : Rudy Kurlander no 1
- Jürgen Prochnow : Rudy Kurlander no 4
- Kim Roberts : Paula
- Sean Francis : Aide de Max
- Howard Jerome : Rabbi
- Henry Czerny : Charles Guttman, le fils de Zev
- Heinz Lieven (en) : Rudy Kurlander no 2
- Peter DaCunha (en) : Tyler
- Liza Balkan (en) : Rebecca Guttman
- Duane Murray : Le père de Tyler
- Mark Fisher : Chauffeur de taxi new-yorkais
- Michael Koras : Conducteur du train Amtrak
- Sofia Wells : Molly
- Amanda Smith : Cele
- Stefani Kimber : Inge Kurlander
- Janet Porter : La mère de Molly
- Sugith Varughese (en) : Employé d’hôtel
- James Cade (en) : Propriétaire d’armurerie

## Distinctions

### Sélections
- Mostra de Venise 2015 : sélection officielle